# FK MKT Araz Imisli
El FK MKT Araz fue un equipo de fútbol de Azerbaiyán que jugó en la Liga Premier de Azerbaiyán, la liga de fútbol más importante del país.

## Historia
Fue fundado en el 2004 en la ciudad de İmişli con el nombre FK MKT Araz Imisli por la МКТ Istehsalat-Kommersiya, una compañía dedicada a producir algodón.
El 13 de agosto de 2007, la UEFA declaró al equipo extinto, pero pudo después participar en la temporada 2009-10. No ha ganado títulos en Azerbaiyán, pero ha participado en las competiciones europeas.
En 2012 los dueños del club anunciaron que sería disuleto y no participaría en la Azerbaijan First Division.
En 2013 el club fue refundado como Mil-Muğan FK.
El Mil-Muğan FK fue disuelto en 2018.

## Récord Europeo
- Q = Clasificatoria

| Temporada | Competición    | Ronda | País                | Club             | Casa | Visita | Agregado |
| --------- | -------------- | ----- | ------------------- | ---------------- | ---- | ------ | -------- |
| 2005-06   | Copa Intertoto | 1R    | Bandera de Moldavia | FC Tiraspol      | 1-0  | 0-2    | 1-2      |
| 2007-08   | Copa UEFA      | Q1    | Bandera de Polonia  | Groclin Grodzisk | 0-0  | 0-1    | 0-1      |

## Jugadores

### Jugadores destacados
- Murad Aghakishiyev
- Zaur Hashimov
- Elman Sultanov
- Kamal Quliyev
- Elshan Mammadov
- Asif Mammadov
- Sasha Yunisoglu
- Zeynal Zeynalov
- Fábio Luís Ramim
- Zoran Baldovaliev
- Anatolie Doroş
- Artyom Bezrodny

## Entrenadores
- Elshad Akhmedov (2004 – 2005)
- Nadir Gasymov (2005)
- Igor Nakonechnyi (2005 - 2007)
- Khalyg Mustafayev (2009 - 2012)
- Matlab Mammadov (2013–2014)
- Khalig Mustafayev (2014–presente)